# Droga krajowa SS40 (Włochy)
Droga krajowa SS40 (wł. Strada Statale 40 di Resia) - droga krajowa w północnych Włoszech. Jedno-jezdniowa droga prowadzi przez malownicze i bogate w infrastrukturę narciarską Alpy Ötztalskie. 